# Lu Shiow-yen
Lu Shiow-yen, kinesiska: 盧秀燕; pinyin: Lú Xiùyàn, född 31 augusti 1961 i Chilung, är en taiwanesisk politiker tillhörande Kuomintang som sedan 2018 är borgmästare i Taichung.
Lu var tidigare en TV-journalist och arbetade för Chinese Television System. År 1994 blev hon istället politiker år 1998 valdes hon in i Taiwans parlament.
År 2018 lämnade hon parlamentet för att bli Kuomintangs kandidat i valet av Taichungs borgmästare. Hon vann över sittande borgmästaren Lin Chia-lung med 57 procent av rösterna.